# 368 (số)
368 (ba trăm sáu mươi tám) là một số tự nhiên ngay sau 367 và ngay trước 369.